# Hortipes mulciber
Hortipes mulciber là một loài nhện trong họ Corinnidae.
Loài này thuộc chi Hortipes. Hortipes mulciber được miêu tả năm 2000 bởi Bosselaers & Rudy Jocqué.